# Tony Farmer
Anthony Todd Farmer, detto Tony (Los Angeles, 3 gennaio 1970), è un ex cestista statunitense, professionista nella NBA, in Europa e in Sudamerica.
È lo zio di Terrence Crawford.